# Wyszczeolczedajiw
Wyszczeolczedajiw (ukr. Вищеольчедаїв) – wieś na Ukrainie, w obwodzie winnickim, w rejonie mohylowskim, w hromadzie Kuryłowce Murowane, nad Ladową. W 2001 roku liczyła 2236 mieszkańców.